# Tomb Raider (1996)
Tomb Raider és un videojoc desenvolupat per Core Design i publicat per Eidos Interactive. Va ser estrenat originalment el 1996 per a ordinador, PlayStation i Sega Saturn. Tomb Raider segueix les proeses de la Lara Croft, una arqueòloga britànica a la recerca d'antics tresors a l'estil d'Indiana Jones. El joc és considerat un dels més influents fets mai. Ha provocat l'aparició de nombroses seqüeles i tota una franquícia de productes relacionats.

## Història

### Introducció
La Lara Croft, filla del Lord Henshingly Croft, era des del naixement, filla de l'aristocràcia. Als 21 anys, quan havia acabat la seva formació acadèmica, semblava que el casament amb un home benestant era segur. Però a la tornada d'una esquiada, el seu avió es va estavellar contra el cor de l'Himàlaia. Com a única supervivent va aprendre que depenia de la seva intel·ligència per sobreviure en aquell ambient hostil, lluny de les ciutats protectores de la seva infància. Quan al cap de dues setmanes arribà al poble de Tokakeriby, l'experiència ja havia deixat una forta influència sobre seu. Incapaç d'aguantar més l'estreta i asfixiant atmosfera de l'aristocràcia britànica, li va quedar clar que només viuria si viatjava sola per tot el món. En els següents vuit anys va adquirir un ampli coneixement sobre civilitzacions antigues de la terra. Però aviat la seva família desheretà la seva filla, que no parava de gastar, de manera que es dedicà a escriure per finançar els seus viatges. No només es va fer famosa pels descobriments de ciutats antigues, sinó que es va fer un nom per l'edició de llibres de viatges i protocols detallats de les seves valoracions arqueològiques.

### Argument
Al primer Tomb Raider, la Lara Croft va a la caça de les peces del talismà conegut com a Scion, el primer dels quals es troba a la Tomba de Qualopec, Perú.
La història comença amb un pròleg a Los Alamos County, Nou Mèxic. Un test nuclear causa un terratrèmol que exposa un dispositiu antic enterrat al desert. El dispositiu és posat en moviment, i revela una forma de vida congelada. Llavors la història continua en el dia present.
Després del retorn de la Lara Croft d'una expedició a l'Himalaia és contractada per un americà que es diu Larson, qui treballa per la rica dona de negocis Jacqueline Natla, propietària de Natla Technologies. A petició de la Natla, la Lara comença una expedició per tal de recuperar un artefacte misteriós conegut com a Scion de la tomba perduda de Qualopec, a les muntanyes del Perú. Tanmateix, després d'haver recuperat l'objecte amb èxit, gairebé li prenen quan en Larson prova de matar-la quan surt de la tomba. Sense perdre el temps la Lara comença una cerca per descobrir el perquè de la traïció de la Natla, i entra a la seva oficina per tal de trobar més sobre el que hi ha amagat rere l'artefacte, sobre el qual sembla que hi hagi més d'una peça. Allà descobreix un manuscrit medieval que revela els paradors d'una segona peça del Scion, que està enterrat per sota d'un monestir antic de St.Francis, Grècia. Sembla que la Natla ha enviat al Pierre Dupont, un arqueòleg rival francés, per tal de recuperar el fragment del lloc. La Lara i en Pierre comencen una cursa per les catacumbes del monestir per tal de ser els primers a aconseguir el segon fragment del Scion. És a la tomba de Tihocan on la Lara recupera el segon Scion i finalment mata en Pierre Dupont. Una inscripció a l'interior de la tomba revela que en Tihocan va ser un dels tres governadors de l'Atlàntida. En algun punt hi va haver una calamitat, cosa que va fer que el continent s'enfonsés i que la seva cultura s'escampés per tot el món. Qualopec va seguir governant a l'Amèrica del Sud, Tihocan a Grècia, i un tercer governador a Egipte.
Lara viatja cap a la Vall dels Reis on descobreix ràpidament el tercer Scion, i s'enfronta al Larson una altra vegada. Quan surt de la tomba, però, l'esperen la Natla i el seu pinxo, que li roben l'artefacte i gairebé la maten. La Lara escapa i segueix la seva pista cap a una illa remota, on operacions d'explotació de Natla Technologies han exposat de forma parcial la Gran Piràmide de l'Atlàntida. Després de travessar les mines tot despatxant els pinxos de la Natla, la Lara arriba al cor de la piràmide on els tres Scions estan fusionats com a font d'energia. En un flashback es revela que la Natla va ser la tercera governadora de l'Atlàntida, i que ella va trair als seus co-governadors abusant del poder de l'amulet del Scion per a experiments genètics. Com a càstig, ella va ser tancada en una cel·la d'estasi per Qualopec i Tihocan, i va ser enterrada sota terra. El poder deixat anar per la piràmide i el Scion va causar un cataclisme major tot destruint la llavors poderosa i avançada civilització. Com a conseqüència els supervivents van perdre tot el seu poder i coneixements, i van haver de reconstruir de nou des de la base. Segles més tard la Natla va despertar quan la cel·la va ser exposada per un terratrèmol. Amb la seva sagacitat i els seus coneixements ella es va tornar amb molta rapidesa increïblement rica i poderosa per tot el món.
Havent recuperat el poder dels artefactes, la Natla ara intenta restaurar el seu anterior poder amb un exèrcit de mutants genètics. Tanmateix, la Lara aconsegueix destruir el Scion i mata a la Natla. La piràmide també és destruïda juntament amb els mutants i les restes de la civilització de l'Atlàntida.

## Joc

### Vista general
En el Tomb Raider, el jugador controla l'arqueòloga femenina Lara Croft, a la recerca dels tres misteriosos artefactes anomenats Scion per tot el món. El joc és presentat en tercera persona. La Lara es resta en tot moment visible i la càmera segueix la seva acció des del darrere de les seves espatlles. El món pel qual es mou està totalment dibuixat en tres dimensions i es caracteritza per la seva naturaleza cúbica. Les parets i els sostres estan situats en angles de 90 graus entre si, però tot i això els dissenyadors del joc de vegades ho obscureixen per tal de fer-ho menys obvi.
L'objectiu del Tomb Raider és el de guiar a la Lara a través d'una sèrie de tombes i altres localitats en la cerca de tresors i artefactes. Pel camí, ella ha de matar animals perillosos i altres criatures, mentre recull objectes i resol trencaclosques per tal de poder accedir a un gran premi, normalment un artefacte poderós. L'ús de les pistoles és restringit per a matar els diferents animals que apareixen als diferents nivells, però la Lara es trobarà de forma ocasional enfrontada a un oponent humà. Tot i això l'èmfasi es troba en la resolució dels trencaclosques i en la realització de salts per tal d'esquivar les trampes i poder completar cada nivell.

### Característiques
Els moviments en el joc són variats i permeten una interacció complexa amb els voltants. A part de caminar, córrer, i saltar, la Lara pot fer passes de costat, penjar-se de precipicis, realitzar girs, capbussaments i nedar. En un ambient lliure, la Lara té dues posicions bàsiques: una amb una arma a les mans, i una amb les mans lliures. Per defecte ella porta dues pistoles amb munició infinita. A més a més pot portar una escopeta, dues magnums i dues Uzis. Hi ha un punt en la història on la Lara es quedarà sense armes, cosa que deixa al jugador indefens i el forçarà a recuperar les seves pistoles. Aquest desenvolupament més tard es convertia en una grapa de la sèrie.
Durant el joc són nombrosos els enemics, i variades les trampes que poden portar a la Lara cap a la mort. Com que el joc adopta un enfocament d'estil de plataforma de progressió, la Lara haurà de realitzar salts ben sincronitzats per tal d'arribar segura a l'altra banda d'un precipici si no vol acabar precipitant-se cap a terra que hi ha sota. Altres causes per les quals el joc podria acabar prematurament inclouen la crema, l'ofegament, l'electrocució, l'empalament a punxes, ser disparat, ser aixafat, o el mal letal d'animals, enemics humans o criatures.
Una tecla d'acció general és usada per a una varietat ampla de moviments, tals com recollir ítems, activar palanques, disparar, empènyer o estirar blocs, o agafar-se als precipicis. Els ítems més habitauls a recollir són munició i medipacs petits i grans. També són prou habituals les claus i els artefactes necessaris per a completar un nivell. Els ítems que es recullen es guarden a l'inventori de la Lara fins que es fan servir.
Els trencaclosques que es troba el jugador a cada nivell són variats: pitjar una combinació específica de palanques, una cursa a contratemps, evitar una trampa en concret o recollint uns quants artefactes clau.
A cada etapa podem trobar un o més secrets. El descobriment d'aquests secrets és opcionals, i quan el jugador n'ha trobat un, un so concret ens ho indica. La localització d'aquests secrets té una dificultat variada. Alguns estan amagats rere matolls, d'altres requereixen que es completi una cursa amagada o un trencaclosques opcional per a ser trobats. El jugador és sovint premiat amb ítems extres.
En les versions del Tomb Raider per a la PlayStation i la Sega Saturn només es pot guardar el joc en punts concrets dins de cada nivell, i que estan marcats per un cristall blau flotant. Quan la Lara toca un d'aquests punts l'opció de guardar es fa disponible. L'inconvenient d'aquests punts és que si la Lara mor el jugador ha de refer una bona part del nivell, cosa que pot provocar la frustració del jugador. Fent cas a les crítiques d'aquest sistema, Core va implementar un sistema que permetia guardar la partida a qualsevol lloc i en qualsevol moment en el Tomb Raider II. Les versions de DOS i Mac del joc permeten al jugador de guardar en qualsevol moment.
Una etapa és completa quan el jugador arriba a una porta en concret, quan es recupera un artefacte o quan es destrueix un enemic final.